# دوريس ميريك
دوريس ميريك (بالإنجليزية: Doris Merrick)‏ هي ممثلة أمريكية، ولدت في 6 يونيو 1920 بشيكاغو في الولايات المتحدة.

## أعمال

### أفلام
- (1943) الجنة يمكن أن تنتظر

## وصلات خارجية
- دوريس ميريك على موقع IMDb (الإنجليزية)
- دوريس ميريك على موقع ألو سيني (الفرنسية)
- دوريس ميريك على موقع تيرنر كلاسيك موفيز (الإنجليزية)
- دوريس ميريك على موقع أول موفي (الإنجليزية)
- دوريس ميريك على موقع قاعدة بيانات الأفلام السويدية (السويدية)
- دوريس ميريك على موقع قاعدة بيانات الفيلم (الإنجليزية)
- دوريس ميريك على موقع كينوبويسك (الروسية)